# Oh Hye-soo
Oh Hye-soo (kor. 오혜수: ur. 30 maja 1995 w Gimpo) – południowokoreańska aktorka.

## Życiorys
Oh Hye-soo urodziła się 30 maja 1995 roku w miejscowości Gimpo. W młodość Hye-soo była obiecującą zawodniczką boksu w prowincji Gyeonggi. Studiowała na Koreańskim Narodowym Uniwersytecie Sztuk Pięknych (kor. 한국예술종합학교), a jej głównym kierunkiem studiów był teatr.

## Kariera
Oh Hye-soo zadebiutowała w 2017 roku występując w dramacie internetowym Seventeen.

## Filmografia

### Seriale
| Rok  | Tytuł                      | Rola           | Przypisy |
| ---- | -------------------------- | -------------- | -------- |
| 2022 | All of us Are Dead         | Min Eun-ji     | [ 5 ]    |
| 2022 | Extraordinary Attorney Woo | Shin Hye-young | [ 4 ]    |